# Garnholt
Garnholt (auch Groß-Garnholt genannt) ist ein Ortsteil von Westerstede, der Kreisstadt des niedersächsischen Landkreises Ammerland.

## Geographie
Garnholt liegt östlich von Westerstede und grenzt im Nordosten an Wiefelstede und im Südosten an Bad Zwischenahn. Bei Garnholt liegen die Garnholter Büsche, das größte zusammenhängende Waldgebiet der Stadtgemeinde Westerstede. Die Autobahn 28 trennt den Ort von Klein Garnholt, das zur Bauerschaft Elmendorf gehört. Garnholt ist bis heute eine Streusiedlung ohne wirklichen Ortskern.

## Geschichte
Garnholt wird 1292 erstmals urkundlich in der Chronik des Klosters Rastede erwähnt. Dort werden drei Hofstellen genannt, die dem Kloster zehntpflichtig sind. 1428 werden im Lagerbuch des Drosten Jacob von der Specken in Garnholt vier Hausmannstellen erwähnt, ebenso im Oldenburger Contributionsregister von 1679. Köter- oder Heuerstellen gab es keine. Erst im 19. Jahrhundert wurde Garnholt intensiver besiedelt. Ab 1815 werden die ersten Häuser in Garnholterfeld genannt. Die Volkszählung von 1816 ergab 12 Wohnhäuser in Garnholt, 1997 waren es 69.
1874 erwarb der Ziegeleibesitzer August Lauw eine der vier Hofstellen, ließ sie an ihrem ursprünglichen Standort abbrechen und inmitten seiner Garnholter Ländereien als Gut Groß Garnholt wieder aufbauen.

## Verkehr
Garnholt wird von der Linie 355 (Garnholterdamm–Westerstede) des Weser-Ems-Busses und der Linie 5 des Westersteder Bürgerbus-Vereins an den ÖPNV angebunden. Ein Anschluss an die im Süden Garnholts verlaufende Autobahn 28 besteht nicht.

## Persönlichkeit
Friedrich Tietjen (1832–1895), Astronom, ab 1874 Direktor des Astronomischen Rechen-Instituts, Sohn eines Hausmanns in Garnholt.